# Carl Johan Uggla

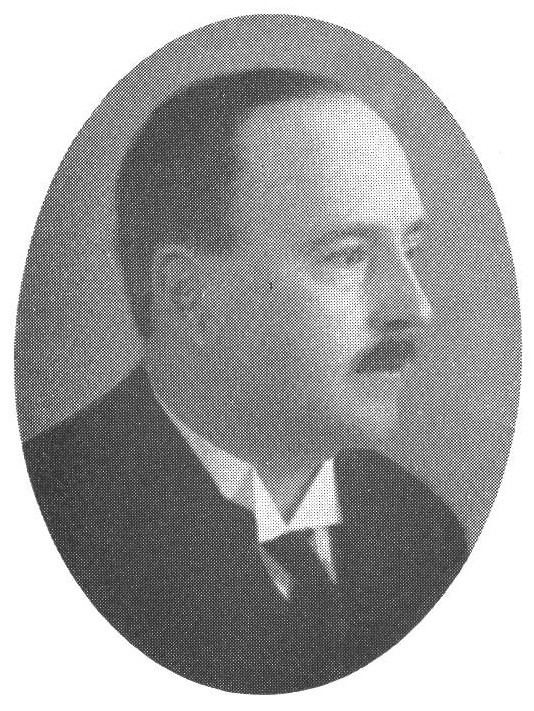
Carl Johan Uggla, 1937

Carl Johan Uggla, född 1 december 1879 i Arvika landsförsamling, död 25 februari 1965, var en svensk ingenjör.
Uggla var son till majoren Pontus Uggla och hans hustru Adèle, född von Hofsten. Han gifte sig 1911 med Beda Lindberg.
Uggla utexaminerades 1899 från Örebro Tekniska Elemantarskola och 1903 från Bergsskolan i Filipstad. Han var 1901–1902 och 1904–1907 ingenjör vid Södertelge Verkstäder, där hans äldre bror Erland Uggla var överingenjör. 1907 grundade bröderna tillsammans Svenska Järnvägsverkstäderna i Linköping. Carl Johan var 1907–1915 ingenjör och 1915–1934 överingenjör där. Han var 1916–1939 även konsulterande ingenjör vid Linköpings Armatur- och Metallfabrik (där brodern också var direktör) och var 1923-1939 ledamot av dess styrelse.
Uggla var ordförande i styrelsen för Linköpings stads lärlings- och yrkesskolor. Han var 1922-1934 inspektor vid Ljungstedtska skolan och 1934-1942 ordförande i dess styrelse. Han har också varit ledamot av Linköpings drätselkammare. 1941 utnämndes han till Riddare av Vasaorden.